# Vălișoara
Vălișoara é uma comuna romena localizada no distrito de Hunedoara, na região histórica da Transilvânia. A comuna possui uma área de 34.04 km² e sua população era de 1351 habitantes segundo o censo de 2007.